# إيرل إدواردز
إيرل إدواردز (بالإنجليزية: Earl Edwards)‏ هو لاعب كرة قدم أمريكية أمريكي، ولد في 17 مارس 1946 في ستايتسبورو في الولايات المتحدة.

## وصلات خارجية
- إيرل إدواردز على موقع مرجع كرة القدم المحترفة.كوم (الإنجليزية)